# Філіберто Аскуй
Філіберто Аскуй Агілера (ісп. Filiberto Azcuy Aguilera; нар. 13 жовтня 1972, місто Флорида, провінція Камагуей) — кубинський борець греко-римського стилю, переможець, срібний та триразовий бронзовий призер чемпіонатів світу, восьмиразовий переможець Панамериканських чемпіонатів, дворазовий чемпіон та срібний призер Панамериканських ігор, володар та срібний призер Кубків світу, дворазовий чемпіон Олімпійських ігор. 2007 року включений до Всесвітньої Зали слави Міжнародної федерації об'єднаних стилів боротьби (FILA). Перший латиноамериканець, що досяг такого визнання.

## Біографія
Боротьбою почав займатися з 1983 року. З 1992 тренувався під керівництвом Педро Валя. Виступав за борцівський клуб «Cerro Pelado» з Гавани.

## Виступи на Олімпіадах
| Змагання                    | Збірна | Вагова категорія | Місце  |
| --------------------------- | ------ | ---------------- | ------ |
| Літні Олімпійські ігри 1996 | Куба   | 74 кг            | Золото |
| Літні Олімпійські ігри 2000 | Куба   | 69 кг            | Золото |
| Літні Олімпійські ігри 2004 | Куба   | 74 кг            | 6      |

## Виступи на Чемпіонатах світу
| Змагання                        | Збірна | Вагова категорія | Місце  |
| ------------------------------- | ------ | ---------------- | ------ |
| Чемпіонат світу з боротьби 1995 | Куба   | 74 кг            | Бронза |
| Чемпіонат світу з боротьби 1997 | Куба   | 76 кг            | Бронза |
| Чемпіонат світу з боротьби 1998 | Куба   | 76 кг            | Срібло |
| Чемпіонат світу з боротьби 1999 | Куба   | 76 кг            | 9      |
| Чемпіонат світу з боротьби 2001 | Куба   | 69 кг            | Золото |
| Чемпіонат світу з боротьби 2002 | Куба   | 74 кг            | Бронза |
| Чемпіонат світу з боротьби 2003 | Куба   | 74 кг            | 17     |

## Виступи на Панамериканських чемпіонатах
| Змагання                                   | Збірна | Вагова категорія | Місце  |
| ------------------------------------------ | ------ | ---------------- | ------ |
| Панамериканський чемпіонат з боротьби 1984 | Куба   | 74 кг            | Золото |
| Панамериканський чемпіонат з боротьби 1993 | Куба   | 74 кг            | Золото |
| Панамериканський чемпіонат з боротьби 1994 | Куба   | 74 кг            | Золото |
| Панамериканський чемпіонат з боротьби 1997 | Куба   | 76 кг            | Золото |
| Панамериканський чемпіонат з боротьби 1998 | Куба   | 76 кг            | Золото |
| Панамериканський чемпіонат з боротьби 2000 | Куба   | 69 кг            | Золото |
| Панамериканський чемпіонат з боротьби 2001 | Куба   | 76 кг            | Золото |
| Панамериканський чемпіонат з боротьби 2004 | Куба   | 74 кг            | Золото |

## Виступи на Панамериканських іграх
| Змагання                  | Збірна | Вагова категорія | Місце  |
| ------------------------- | ------ | ---------------- | ------ |
| Панамериканські ігри 1995 | Куба   | 74 кг            | Золото |
| Панамериканські ігри 1999 | Куба   | 76 кг            | Срібло |
| Панамериканські ігри 2003 | Куба   | 74 кг            | Золото |

## Виступи на Кубках світу
| Змагання                    | Збірна | Вагова категорія | Місце  |
| --------------------------- | ------ | ---------------- | ------ |
| Кубок світу з боротьби 1995 | Куба   | 74 кг            | Золото |
| Кубок світу з боротьби 1996 | Куба   | 74 кг            | Срібло |

## Виступи на інших змаганнях
| Змагання                                                  | Збірна | Вагова категорія | Місце  |
| --------------------------------------------------------- | ------ | ---------------- | ------ |
| Панамериканський Олімпійський кваліфікаційний турнір 1996 | Куба   | 74 кг            | Золото |
| Кубок Вантаа з боротьби 1996                              | Куба   | 76 кг            | Срібло |
| Тестовий турнір FILA 1998                                 | Куба   | 76 кг            | Золото |
| Гран-прі Німеччини з боротьби 2002                        | Куба   | 74 кг            | Срібло |
| Міжнародний меморіал Дейва Шульца 2003                    | Куба   | 74 кг            | Золото |
| Олімпійський кваліфікаційний турнір 2004                  | Куба   | 74 кг            | Золото |